# Moragudi
Moragudi là một thị trấn thống kê (census town) của quận Cuddapah thuộc bang Andhra Pradesh, Ấn Độ.

## Nhân khẩu
Theo điều tra dân số năm 2001 của Ấn Độ, Moragudi có dân số 5961 người. Phái nam chiếm 50% tổng số dân và phái nữ chiếm 50%. Moragudi có tỷ lệ 55% biết đọc biết viết, thấp hơn tỷ lệ trung bình toàn quốc là 59,5%: tỷ lệ cho phái nam là 68%, và tỷ lệ cho phái nữ là 42%. Tại Moragudi, 12% dân số nhỏ hơn 6 tuổi.